# Glaucotes
Glaucotes (лат. , от др.-греч. γλαυκότης «серый цвет глаз») — род усачей из подсемейства ламиин.

## Описание
Переднегрудь с межтазиковыми угловидными отростками. Надкрылья с округлённой вершиной. У самок последний сегмент брюшка не удлинён.

## Систематика
В составе рода:
- вид: Glaucotes yuccivorus (Fall, 1907)